# Tapinopa bilineata
Tapinopa bilineata is een spinnensoort in de taxonomische indeling van de hangmatspinnen (Linyphiidae).
Het dier behoort tot het geslacht Tapinopa. De wetenschappelijke naam van de soort werd voor het eerst geldig gepubliceerd in 1893 door Nathan Banks.